# Белая горячка (фильм, 1949)
«Белая горячка» (англ. White Heat - «Белое каление») (1949)— классическая чёрно-белая гангстерская драма Рауля Уолша с Джеймсом Кэгни в главной роли, основанная на одноимённом рассказе Вирджинии Келлогг. Номинант на премию «Оскар» за лучший литературный первоисточник. В 2003 году включён в Национальный реестр фильмов, обладая "культурным, историческим или эстетическим значением". 
По версии Американского института кино картина занимает ряд мест:
8-е место в списке мужчин 100 звёзд  (Джеймс Кэгни)
26-е место в списке злодеев списка 100 героев и злодеев («Коди» Джаррет)
18-е место в списке 100 киноцитат («Я сделал это, ма! Я на вершине мира!»)
4-е место в списке "10 лучших гангстерских фильмов" 10 фильмов из 10 жанров.

## Сюжет
Артур "Коди" Джаррет (Джеймс Кэгни) — безжалостный и психопатичный гангстер и главарь банды, грабит почтовый поезд Сьерра-Невада 2440 на границе Калифорнии с пятью сообщниками, среди которых Большой Эд (Стив Кокран), Коттон (Уолли Кэсселл) и Зуки, едущие с ним в автомобиле, остальные берут в плен проводников. Один из них бьёт бандита по голове термосом, за что получает пулю. Банда останавливает поезд и подрывает вагон с наличными, убив охранника. Коди приходится убить двух машинистов, услышавших его имя, произнесённое Зуки. Один из них перед смертью переключает выключатель, и Зуки получает в лицо дозу пара.
Диктор зачитывает сообщение о банде, убившей четырёх работников поезда и укравших 300 000 долларов неделю назад. Также банде приписывается ограбление банка и убийство двух кассиров в Аризоне. Большой Эд поговаривает о смене главаря, пришёдшего их отсидеться у своей матери (Маргарет Вичерли), которую тот очень любит, и жены Верны (Вирджиния Мейо) в ветхом горном доме. У Коди наступает внезапный приступ мигрени. Дождавшись урагана, Коди командует выдвигаться, и обещает прислать Зуи с перебинтованным лицо врача, но вместо этого приказывает Коттону пристрелить мучающегося друга, но тот стреляет в потолок и даёт Зуки пачку сигарет.
Банда разделяется. В морге графство Тахо детектив Филип Эванс (Джон Арчер) осматривает труп Зуки. Патологоанатом говорит, что умерший от холода получил ожог третьей степени, но брови и линия волос не опалены, что наталкивает на мысль о ожоге от парового двигателя. 
В отделении Лос-Анджелеса казначейства США Эвансу докладывают, что умерший был на месте преступления. а отпечатки пальцев принадлежат Джованни "Коттону" Валлетти, благодаря чему полиция выходит на банду.  Коди укрывает мать и жену номер в лос-анджелесском отеле Милбанк. Человек Эванса обнаруживает автомобиль миссис Джаретт, поехавшей за клубникой для любимого сына, и метит её кусочком белой ткани. Начинается наблюдение с телефонными переговорами. Женщине, сразу заметившей "хвост", удаётся скрыться благодаря случаю - наблюдающей машине перегородил обзор автомобиль с трейлером, но это не мешает Эвансу выследить Джаретта, который ранит детектива в плечо. В ходе погони Коди заезжает в кинотеатр под открытым небом, скрываясь среди автомобилей. Гангстер решает представиться Скрэтчем Морганом, выдав себя за сообщника, ограбившего гостиницу "Паллас" 12 октября в Спрингфилде в то же время, что и поезд, и тем самым благодаря алиби избежать газовой камеры, .получив срок в штате Иллинойс.
Миссис Джаррет и плачущая Верна умело играют свои роли перед детективами, Эванс понимает, что без свидетелей не докажет, что его ранил именно Коди. В газетах пишут о самовольной сдаче преступника. В офис Эванса прибывает Хэнк Фэллон (Эдмонд О'Брайен), агент ФБР под прикрытием, посадившего 8 человек за 5 лет, которого подсаживают к преступникам для выуживания нужной информации. Филип поручает ему узнать у Коди, получившего два года, куда тот спрятал награбленное, а также выйти на барыгу, отмывающего деньги. Фэллон просит убрать из камеры Роберта "Бо" Крилла, который узнает его при встрече, Эванс предупреждает агента о головных болях Кодди, которые тот симулировал в детстве ради того, чтобы добиться желаемого, и которые стали реальными из-за дурной наследственности, т.к. отец преступника умер в психиатрической лечебнице, а также о сильной привязанности того к матери. Фэллон повторяет свою легенду. Суд приговаривает Коди к сроку не менее одного и не более трёх лет. 
Во время прививки Коди передаёт через выходящего завтра Крила желание узнать, как дела у Большого Эда. Хен, севший под именем Вик Пардо, нападает на задевшего его заключённого и попадает в карцер, чем обращает на себя внимание Коди. Миссис Джаретт блюдёт интересы сына перед взявшим дело на себя Большом Эде. Выясняется, что тот является любовником Верны, желающей смерти мужа. Для этой цели у него в тюрьме есть свой человек, которым оказывается сокамерник Коди Рой Паркер (Пол Гилфойл). Во время работы в цеху тот пытается сбросить на гангстера кран, но того в последний момент спасает Фэллон. Паркер приносит извинения за якобы случайный инцидент.
Джаррет встречается с матерью сообщившей об отношениях его правой руки с женой и попытки того устранить главаря. Несмотря на уговоры сына женщина решает самостоятельно разобраться с Большим Эдом. После намёка неудавшемуся убийце у Коди снова начинается приступ, Фэллон укрывает сокамерника. В благодарность Коди ночью делится с тем планом побега, Фэллон говорит, что смыслит в технике, и Томми Райли, у которого припрятано оружие, им никто не понадобится. 
На следующий день к "Вику" приходит подставная жена Маргарет, он сообщает, что побег назначен на четверг в ночь, и проси подготовить машину с маячком, параллельно говоря о разводе, чтобы сидящий рядом старик Герберт со слуховым аппаратом, общающийся с адвокатом, не подслушал их. Детективы осматривают маячок. 
В столовой сокамерники напоминают друг другу о сегодняшнем побеге. Кодди спрашивает через остальных у Нэта Лэффеля, члена банды с побережья, о своей матери, и узнаёт о её убийстве, после чего срывается в истерику, нападая на надзирателей. Его заковывают в смирительную рубашку. Томми Райли приносит ему суп и получает указание принести ствол. Тюремный психиатр делает характеристику Джаррету - буйный, склонный к насилию, с перепадами настроения, и рекомендует перевести того в лечебницу. Узнавший о состоянии преступника Эванс распоряжается снять маячок. Томми дают развязать Коди во время кормёжки, тот кладёт револьвер под смирительную рубашку, благодаря чему Джаррет завладевает положением. Надзиратель ведёт Герберта и Роя и Майкла Кёртина в кабинет, того запирают в камере, старика заковывает в рубашку. Коди не трогает Паркера, выдавшего заказчика. Благодаря пленённому доктору Хэррису, усаженного за руль спрятавшийся в багажнике гангстер сбегает. Выбравшись, Джаретт убивает запертого в багажнике Паркера.
Узнав о побеге начальника, Большой Эд ставит колокольчик на дверь и готовится к столкновению. Верна решает бежать, но любовник шантажирует её как убийцу свекрови. Ночью та всё равно сбегает через окно, но у машины натыкается на жаждущего мести мужа. Спасая свою жизнь, она врёт, что именно Большой Эд нанёс коварный удар сзади, ит сообщает о ловушке у входной двери. Оба проникают через окно, Коди намеренно звонит, Верна говорит притаившемуся Эду что это она звонила, т.к. передумала уезжать. Подкравшийся Коди видит, как тот тискает его жену, убивает пытавшегося бежать Эда в спину через дверь и сбрасывает труп с лестницы.
Воссоединившаяся банда обсуждает новое ограбление - кражу платёжной ведомости химического завода с использованием пустой цистерны в качестве троянского коня, о котором в детстве ему рассказывала мама. К укрытию подъезжает незнакомец в рыбацком костюме, просящий позвонить. Им оказывается Дэниел "Трейдор" Уинстон (Пол Гилфойл), которого кроме Коди никто ранее не видел, привёзший карту завода и сообщивший о 416 000 долларов зарплаты рабочим. Также он берётся найти хорошего водителя. Фэллон сразу понимает, что Уинстон вовсе не рыбак, и присоединяется к ним. Ночью Фэллон подвергается нападению человека Коди, получившему приказ никого не выпускать, главарь видит, как тот дерётся, и удивляется бойцовским навыкам простого зека, Хэнку не удаётся соврать, что он отслужил в армии. Разоткровенничавшийся Коди говорит о покойной матери, всегда желавшей поднять сына на вершину мира. 
Джаретт обещает "Вику" завтра после дела забрать его жену и отправиться вчетвером в путешествие. Фэллон тайно ремонтирует рацию Верны и делает из неё передатчик сигнала, который крепит к цистерне, Коди не проверяет, что на самом деле тот крепит под днище.
В туалете на заправке Фэллон пишет на зеркале мыло сообщение, успевая прикрыть его курткой от зашедшего сообщника: "Внимание полиции, позвоните Эвансу в казначейство, радиосигнал Фэллон." Заправщик идёт проверять якобы грязное зеркало.
Водителем Трейдора оказывается "Бо" Крилл, который не узнаёт Фэллона, лезущего в цистерну, со спины. Получивший сообщение Филип приказывает готовить засаду. Движение грузовика отслеживают с помощью радиопеленгаторов и большой карты. Банда проникает в офис, обезвредив единственного охранника. Отследив машину до Лонг-Бич, полиция окружает завод. Крилл опознаёт Фэллона, о чём сообщает Коди. Агент хватает дробовик с пола и берёт банду на мушку, но оглушается стоявшим на стрёме и заметившим легавых бандитом. Верна готова выманить мужа, но Эванс приказывает арестовать девушку. Отказавшись сдаться, Джаретт открывает стрельбу в отместку за мать. Полиция применяет слезоточивый газ, Фэллону удаётся ускользнуть, он наводит напарников на перекупщика. Копы убивают двух преступников, пытавшихся бежать, в ходе погони почти вся банда ликвидируется. Эванс не рискует стрелять понапрасну, включаются прожекторы, т.к.. всё может взлететь на воздух. Райли решает сдаться, за что получает пулю от Коди, оставшегося в одиночестве.
Забравшись на вершину гигантского резервуара с газом в форме шара, смеющийся Джаррет получает несколько пуль от стреляющего из снайперской винтовки Фэллона, после чего выстрелам поджигает резервуар. Воскликнув "Я сделал это, ма! Я на вершине мира!" гангстер взлетает на воздух. Хэнк произносит : "Наконец-то он на вершине мира, и она загорелась у него под ногами." Пожарные тушат бушующее пламя.

## В ролях
- Джеймс Кэгни — Артур «Коди» Джаррет, главарь банды
- Вирджиния Мейо — Верна Джаррет, жена Артура
- Эдмонд О'Брайен — Хенк Фэллон/  Вик Пардо , тайный агент федерального казначейства
- Маргарет Вичерли — миссис Джаретт, сообщница сына
- Стив Кокран — «Большой Эд» Сомерс, член банды
- Джон Арчер — Филип Эванс, старший агент федерального казначейства
- Уолли Кэсселл — Джованни «Коттон» Валлетти, член банды
- Фред Кларк — Дэниэл "Трейдор" Уинстон, барыга, сообщник банды
- Пол Гилфойл — Рой Паркер, сокамерник Коди (в титрах не указан)
- Роберт Остерлох — Томми Райли (в титрах не указан)
- Сид Мелтон — Расселл Хьюз (в титрах не указан)

## Съёмочная группа
- Сценаристы: Айвен Гофф, Бен Робертс
- Режиссёр: Рауль Уолш
- Оператор: Сидни Хикокс
- Продюсер: Луис Ф. Эдельман
- Монтажёр: Оуэн Маркс
- Композитор: Макс Стайнер
- Художник: Эдвард Каррере
- Костюмы: Лиа Роудс

## Производство
«Белая горячка» — первый плод контракта Джеймса Кэгни с компанией Warner Brothers. Кэгни стал лицом гангстерского жанра ещё в начале 1930-х, затем открыл собственную кинокомпанию, которая к концу 1940-х находилась на грани банкротства. За это время он набрал вес и начал седеть. В «Белой горячке» стареющий актёр решил распрощаться с амплуа героя-любовника и предстать перед зрителем в новом качестве: как преступник с психическими отклонениями.
Сценарий фильма был вдохновлён реальной историей «кровавой мамаши» Баркер, которая в годы великой депрессии верховодила целой бандой своих сыновей. Съёмки проходили в мае и июне 1949 года в железнодорожном туннеле под кряжем Санта-Сусана, на нефтеперерабатывающем заводе компании Shell в Торрансе, а также в других районах Калифорнии. Премьера состоялась в Нью-Йорке 2 сентября 1949 года.

## Оценки и мнения
На кинокритиков середины XX века фильм произвёл большое впечатление, Босли Краузер даже назвал его «вершиной гангстерского кино». Из современных авторов Дэйв Кер превозносит «динамичную, ударную» режиссуру Уолша, которая заставляет зрителей до самого конца «болеть» за гангстера-психопата. Когда фильм вышел в прокат, ревнители общественной нравственности уловили в нём подспудное прославление асоциальности и насилия.
По мнению биографа Уолша М. Э. Мосс, подлинным главарём шайки является даже не Коди, а его ещё более безжалостная и хладнокровная мамаша. Профессор У. Диксон считает, что отношения главного героя с матерью лишены подлинной психологической проработки: путём введения инцестуальных обертонов сценаристы лишний раз подчеркивают отсутствие здравого смысла в асоциальном поведения Коди и его сообщников, иррациональный характер чинимого ими насилия.

## Жанр
Хотя «Белое каление" входит в числе лучших образцов гангстерского жанра, жанровая природа фильма неоднозначна: помесь «Лица со шрамом» и «Психо», как выразился один критик. В фильме Уолша гангстерский заряд разбавлен жанровыми элементами нуара, тюремного кино, мелодрамы. С нуаром фильм сближают «психологическая извращённость и атмосфера предательства», а также присутствие роковой женщины.
Фильм снят в конце 1940-х, когда Америка переживала увлечение психоанализом, поэтому для понимания фильма также значима его эдиповская проблематика. От гангстерского кино старой школы «Белую горячку» отличает озабоченность новейшими техническими средствами вроде радиопередатчиков и криминалистической лаборатории. Фильм иллюстрирует установку ФБР о том, что наиболее эффективно противостоять иррациональному импульсу психоза и насилия можно при помощи современных научных методик и технологий.

## Коди Джаррет
Фигура Коди Джаррета открыла новый раздел в голливудской галерее кинозлодеев. По характеристике Д. Кера, этот сгусток фрейдовского «Оно» не в состоянии контролировать распирающую его энергию и в финале буквально взрывается — вместе с окружающим миром. М. Трофименков пишет, что это «первый великий психопат» в голливудском кино:

Коди — большой, кровожадный, отвратительный и беспомощный ребенок. То изощрённо хитрый, когда надо спрятаться в тюрьме на пару лет и тем самым избежать наказания за убийство. То доверчивый, когда его охмуряет подсаженный к нему в камеру агент ФБР или обводит вокруг пальца жена Верна, в отсутствие мужа изменяющая ему с его адъютантом.
Полного противоречий бандита сыграл Джеймс Кэгни, и эта роль стала одной из самых удачных в его карьере. Его психически неуравновешенный персонаж источает угрозу, даже несмотря на эксцентричность. Зрителя тревожат и завораживают его многочисленные странности — внезапные приступы жестокости, припадки наподобие падучей, латентно инцестуальная привязанность к матери.

## Отсылки к фильму
Диалоги из фильма были использованы в песне Мадонны White Heat с альбома True Blue (посвящена памяти Кэгни) и в треке рэпера E-40 Back in Business (2010). Отсылки к фильму также присутствуют в комедии «Мёртвые пледов не носят» (1982).